# Glacier du Charbonnier
Le glacier du Charbonnier est un ancien glacier de France situé en Savoie, dans le massif de la Vanoise, sur l'ubac d'un petit cirque entre la pointe du Charbonnier et le roc Blanc, au-dessus du lac de la Leisse Dessus et du refuge de la Leisse,. Il était voisin du glacier de la Leisse situé juste à l'est et qui existe toujours bien qu'il ait fortement régressé.